# Leo Rosenberg
Leo Rosenberg (* 7. Januar 1879 in Fraustadt, Provinz Posen; † 18. Dezember 1963 in München) war ein deutscher Rechtswissenschaftler.

## Leben
Nach dem Studium der Rechtswissenschaft wurde er 1900 an der Schlesischen Friedrich-Wilhelms-Universität Breslau mit einer Arbeit zur Beweislast promoviert. Hier begründete er die nach ihm benannte Rosenbergsche Formel, nach der im Grundsatz jeder die Beweislast für das Vorliegen der ihm günstigen Tatsachen trägt. Nach seiner Habilitation 1906 in Göttingen war er ab 1912 zunächst Extraordinarius, ab 1916 Ordinarius und 1926/1927 Rektor an der Hessischen Ludwigs-Universität Gießen, bevor er 1932 o. Professor an der Universität Leipzig wurde. Wegen seiner jüdischen Herkunft wurde er 1934 zwangsweise in den Ruhestand versetzt. Er überlebte die nationalsozialistischen Verfolgungen in Stiefenhofen-Ranzenried. Seine neunzehnjährige Tochter starb beim Arbeitsdienst und zwei seiner Schwestern wurden Opfer des Holocaust.
Nach dem Krieg wurde er Professor an der Ludwig-Maximilians-Universität München bis zu seiner Emeritierung im Jahr 1952. Er begründete die Großen Lehrbücher zum Zivilprozessrecht (heute: Rosenberg/Schwab/Gottwald, 18. Auflage 2018) und zum Zwangsvollstreckungsrecht (heute: Gaul/Schilken/Becker-Eberhard, 12. Auflage 2010).
Die Bayerische Akademie der Wissenschaften ernannte ihn 1954 zum ordentlichen Mitglied. Die Universitäten München (1959) und Innsbruck (1963) verliehen ihm die Ehrendoktorwürde.